# Rhyacophila brevicephala
Rhyacophila brevicephala là một loài Trichoptera trong họ Rhyacophilidae. Chúng phân bố ở miền Cổ bắc.